# برانديز مارشال
برانديز مارشال (بالإنجليزية: Brandeis Marshall)‏ عالمة بيانات أمريكية وأستاذة كاملة في علوم الحاسوب في كلية سبيلمان حيث كانت الرئيس السابق لقسم علوم الحاسوب والمعلومات. اعتبارًا من سبتمبر 2019، أصبحت مارشال عضوًا في هيئة التدريس في مركز بيركمان كلاين للإنترنت والمجتمع في جامعة هارفارد. تعمل أيضًا مارشال على توسيع المشاركة في مجال علم البيانات لتعزيز تمثيل الأقليات الممثلة تمثيلًا ناقصًا.

## تعليمها
حصلت مارشال على درجة البكالوريوس في علوم الحاسوب مع تخصّص ثانٍ في الرياضيات من جامعة روتشستر في عام 2000، ثم حصلت على درجة الماجستير والدكتوراه في علوم الحاسوب من معهد رينسيلار للعلوم التطبيقية في عام 2007.

## بحثها ومسيرتها المهنية
في عام 2008، أصبحت مارشال أستاذًا مساعدًا في تكنولوجيا الحاسوب والمعلومات في إدارة البيانات في كلية التكنولوجيا في جامعة بيردو. انضمت إلى أعضاء الهيئة التدريسية في كلية سبيلمان في عام 2014 كأستاذ مشارك في علوم الحاسوب في قسم العلوم الطبيعية والرياضيات وأصبحت رئيسًا لقسم علوم الحاسوب والمعلومات في عام 2016. تعمل في كلية سبيلمان مديرة مختبر تحليل البيانات والاستكشاف الذي يركز على توصيف أكثر فعالية لشبكات البيانات المعقدة لتوليد معرفة مفيدة. يركز بحثها على استخبارات الأعمال وتحليل البيانات ووسائل التواصل الاجتماعي وأمن الحاسوب.

### مشروع #تويتر الأسود (#BlackTwitter)
يركز أحد مشاريع مارشال البحثية على استخدام وسائل التواصل الاجتماعي، خاصة تويتر، لتعزيز الحركات الاجتماعية في مجتمع السود باستخدام الهاشتاغ #توتير الأسود (#BlackTwitter). يعمل فريقها مع واجهة برمجة تطبيقات توتير لجمع التريندات من بيانات تويتر وتحليلها وتصورها للإجابة عن أسئلة مثل: من يشكل التويتر الأسود؟ ومن المؤثرون داخل المجتمع؟ وما القضايا والمواضيع التي يستجيبون لها كمجتمع؟ أصبح المشروع أيضًا على هيئة دورة لندوات الأسئلة الكبرى متعددة التخصصات في كلية سبيلمان لتعريف الطلاب بمبادئ علم البيانات من خلال جمع بيانات وسائل التواصل الاجتماعي المتعلقة بالهاشتاغ #سحر الفتاة السوداء (#BlackGirlMagic) وتخزينها وتحليلها. عُرض تحليل فعالية الدورة في مؤتمر آفاق التعليم في معهد مهندسي الكهرباء والإلكترونيات كطريقة لتعليم مفاهيم علم البيانات في إطار مترابط ثقافيًا، إذ تطرّقت الدورة لموضوعات الفتاة السوداء إلى جانب النهج الحاسوبية لتحليل البيانات.

### استخبارات الأعمال
تساهم مارشال أيضًا في البحث في استخبارات الأعمال، وتعمل على تنظيم مجموعة متنوعة من البيانات ودمجها وتمثيلها وتحليلها لتمكين الشركات من الحصول على المزيد من المعلومات ومواكبة المعدل المتزايد لتوليد البيانات. وتعمل على مجموعة واسعة من المشكلات، بدءًا من اقتراح خوارزميات أكثر دقة لمقترحات الموسيقى إلى تصميم تدابير مجدية من حيث التكلفة لأمن الحاسوب ومنه إلى تسخير ميزة تتبع حركة العين في تصميم منتجات أفضل للمستهلكين.

## توسيع المشاركة في علم البيانات
بالإضافة إلى اهتماماتها البحثية، تشارك مارشال في عدد من الجهود لزيادة تمثيل المجموعات ناقصة التمثيل في علم البيانات وزيادة جاهزية البيانات عبر القوى العاملة. وهي الباحث الرئيسي لبرنامج امتداد علم البيانات الذي تموله منحة من مؤسسة العلوم الوطنية. يعد البرنامج محاولة لتدريب أعضاء هيئة التدريس في كلية سبيلمان وكلية مورهاوس -كلاهما من جامعات وكليات السود التاريخية في أتلانتا- على كيفية دمج علم البيانات وتحليلها في مناهجهم الدراسية. يسعى امتداد علم البيانات إلى تسليط الضوء على كيفية ارتباط علم البيانات بتخصصات متعددة، وزيادة الوعي بفرص علم البيانات لدى الهيئة الطلابية الممثلة حاليًا تمثيلًا ناقصًا في هذا المجال. أطلعت ورشة ممولة من مؤسسة العلوم الوطنية لعام 2016 المشروعَ على «التخطيط لمركز أبحاث المؤسسات المزدوجة في الحوسبة ذات الصلة اجتماعيًا».
قبل إطلاق برنامج امتداد علم البيانات، شاركت مارشال في برامج مماثلة تهدف إلى توسيع مشاركة المجموعات الممثلة تمثيلًا ناقصًا. كانت الباحثة الرئيسة المشارِكة في توسيع المشارَكة في ورشة التنقيب في البيانات التي أُقيمت لأول مرة بالتعاون مع المؤتمر الدولي لجمعية الرياضيات الصناعية والتطبيقية لعام 2012 حول التنقيب في البيانات. وكانت أيضًا الباحثة الرئيسة في ورشة علوم الحاسوب للجميع في أتلانتا التي كانت جزءًا من جهد وطني أكبر نظّمه مكتب سياسة العلوم والتكنولوجيا -بقيادة مؤسسة العلوم الوطنية ووزارة التعليم الأمريكية- في عهد الرئيس باراك أوباما لبناء القدرات في علوم الحاسوب في جميع أنحاء البلاد.
تشارك مارشال ما لديها من خبرة لتعزيز التدريب على علم البيانات على المستوى الجامعي، إذ شاركت في المائدة المستديرة للأكاديمية الوطنية للعلوم لعام 2018 حول التعليم ما بعد الثانوي لعلم البيانات.

## وصلات خارجية
- الموقع الرسمي
- csdoctorsisterعلى تويتر.